# Ole Erevik
Ole Erevik (* 9. Januar 1981 in Stavanger, Norwegen) ist ein norwegischer ehemaliger Handballspieler. Er ist 1,96 m groß und wiegt 93 kg.
Ole Erevik, der für die norwegische Männer-Handballnationalmannschaft (Rückennr. 12) auflief, ist Torwart.
Erevik begann in seiner Heimatstadt Stavanger mit dem Handballspiel. Für Stavanger Håndball debütierte er auch in der norwegischen Eliteserie. 2004 ging er ins Ausland zu Ademar León in die spanische Liga ASOBAL. Dort gewann er zwar 2005 den Europapokal der Pokalsieger, kam aber nicht an Kasper Hvidt vorbei, sodass er 2005 zum Ligakonkurrenten Bidasoa Irún wechselte, wo er endlich zum Stammspieler avancierte. Obwohl er 2007 zum besten Torwart der spanischen Liga gewählt wurde, konnte er den Abstieg seines Teams nicht verhindern. So wechselte er zu den SC Magdeburg Gladiators in die deutsche Handball-Bundesliga, wo er die Nachfolge von Johannes Bitter antrat. Hinter Silvio Heinevetter erhielt er jedoch nur wenig Einsatzzeiten, so dass er im Sommer 2008 zum dänischen Spitzenverein KIF Kolding wechselte. Mit KIF gewann er 2009 die dänische Meisterschaft. 2011 unterschrieb Erevik einen Vertrag beim Ligarivalen Aalborg Håndbold. Mit Aalborg gewann er 2013 die Meisterschaft. Ab dem Sommer 2015 lief er für den französischen Erstligisten Pays d’Aix UC auf. Seit der Saison 2017/18 steht er beim dänischen Erstligisten GOG Håndbold unter Vertrag. Nach der Saison 2018/19 beendete er seine Karriere.
Ole Erevik bestritt 184 Länderspiele für die norwegische Männer-Handballnationalmannschaft und nahm mit Norwegen auch an der Weltmeisterschaft 2007 in Deutschland teil, wo sein Team aber nur einen enttäuschenden 13. Platz belegte. Der 7. Platz bei der Weltmeisterschaft 2005 stellt daher seinen größten internationalen Erfolg dar. In der Nationalmannschaft muss er meistens Steinar Ege den Vortritt im Tor lassen. Bei der Europameisterschaft 2014 in Dänemark schied er bereits nach der Vorrunde aus, war aber mit 37 % gehaltener Bälle der prozentual zweitbeste Torwart des Turniers.
Erevik ist seit der Saison 2023/24 beim dänischen Erstligisten Odense Håndbold als Torwarttrainer tätig.